# عملية نورثود

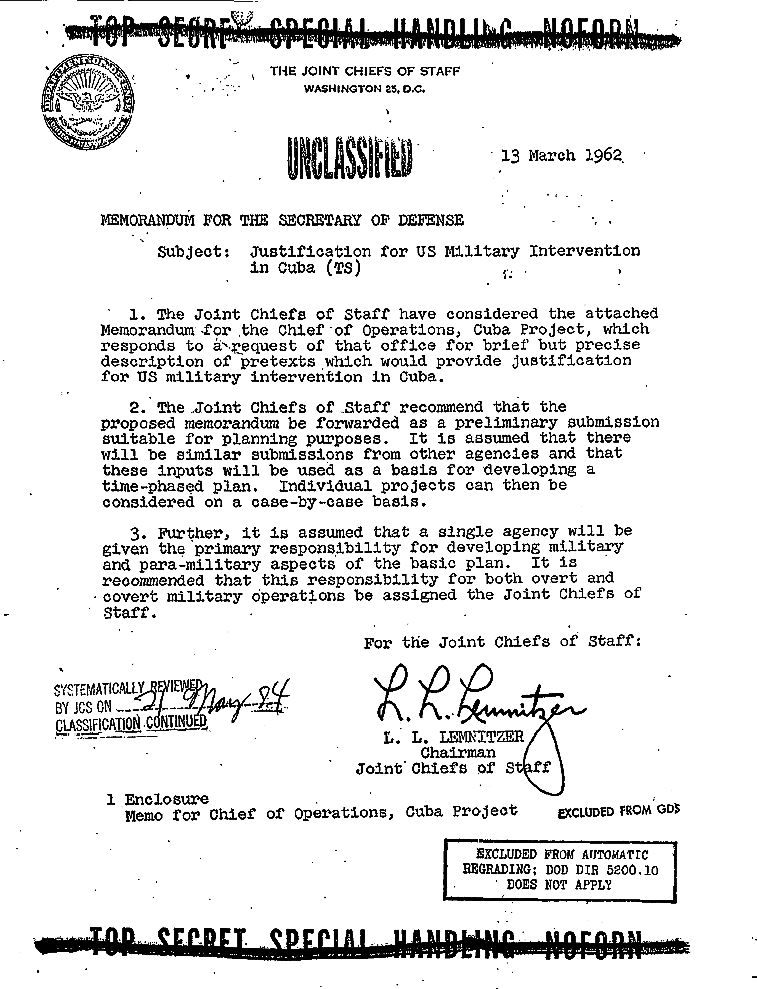
إحدى وثائق المذكرة

عملية نورثود northwood operation هي خطة عسكرية أمريكية سرية وضعت من قيادة أركان الجيش سنة 1962 وعرضت في نفس السنة على الرئيس الأمريكي كينيدي. بعد فترة تكتم دامت أكثر من 30 سنة تقريبا كشفت الوثيقة للعموم عن طريق جهود منظمة Freedom of Information Act في 1998. فحوى هذه المذكرة هي خطة تقوم فيها الحكومة الأمريكية بضرب مصالحها وإلصاق التهمة بكوبا لحشد التأييد الجماهيري لغزو كوبا. وكانت الخطة تحتوي على عدة اقتراحات كخطف أو تفجير طائرات ركاب أو تفجير قواعد عسكرية أمريكية وإلصاق التهمة بكوبا.

## وصلات خارجية
- وصلة إلى الوثيقة كاملة من أرشيف الأمن القومي الأمريكي